# The Macomber Affair
The Macomber Affair – amerykański dramat przygodowy z 1947 w reżyserii Zoltana Kordy, z Gregorym Peckiem i Joan Bennett w rolach głównych. 
Film jest adaptacją opowiadań pisarza Ernesta Hemingwaya z magazynu „Cosmopolitan”, opublikowanych w 1938 roku.  

## Fabuła
Margaret „Margot” Macomber (Bennett) jest nieszczęśliwa w małżeństwie z Francisem (Preston). Podczas safari w Kenii, w którym towarzyszy im myśliwy Robert Wilson (Peck), Francis Macomber pada martwy od postrzału w tył głowy.

## Obsada
- Gregory Peck – Robert Wilson
- Joan Bennett – Margaret „Margot” Macomber
- Robert Preston – Francis Macomber
- Reginald Denny – Police Inspector
- Jean Gillie – Aimee
- Carl Harbord – Coroner
- Vernon Downing – Reporter Logan
- Frederick Worlock – Clerk

## Recepcja
Bosley Crowther w „The New York Timesie” przyznał, że film z wyjątkiem początku i końca jest „dość wiarygodny”.

## Pozostałe informacje
Film został luźno oparty na prawdziwym zdarzeniu, w którym Audley Blyth zastrzelił się, podczas gdy jego żona Ethel była na safari wraz z Johnem Henrym Pattersonem. Po powrocie do Anglii, Ethel wraz z Pattersonem zostali oskarżeni o morderstwo i romans. 